# Клер (графство)
Клер (англ. Clare, ірл. An Clár) — графство на заході Ірландії.

## Адміністративний поділ
Входить до складу провінції Манстер на території Республіки Ірландії. Столиця і найбільше місто — Енніс.

## Найбільші населені пункти
- Енніс (25,360)
- Шаннон (9,673)
- Кілраш (2,694)
- Кілікі (1,024)